# Towarzystwo Przyjaciół Ostrołęki
Towarzystwo Przyjaciół Ostrołęki (TPO) – organizacja społeczna powstała w 1982 mająca na celu rozwój kulturalny, społeczny i gospodarczy miasta, popularyzację jego historii i ochronę dziedzictwa kulturowego, a po 1990 również wpływ na sprawowanie władzy w Ostrołęce. 

## Historia
Towarzystwo Przyjaciół Ostrołęki powstało w 1982 z przekształcenia Ostrołęckiego Towarzystwa Społeczno-Kulturalnego (OTSK). Na czele jego struktur stanął Zdzisław Załuska, w 1986 w tej roli zastąpiła go Jadwiga Nowicka. Celem działalności organizacji był rozwój miasta we wszystkich jego obszarach, ze szczególnym uwzględnieniem kultury. W 1986 TPO uzyskało własną siedzibę przy ul. gen. Bema, a w 1989 powstało koło zamiejscowe TPO w Warszawie. 

## Działalność Towarzystwa
TPO dąży do popularyzacji historii miasta, a także upamiętniania wydarzeń i postaci z nią związanych. Z jego inicjatywy wykonano tablice upamiętniające Zofię Niedziałkowską oraz brygadę gen. Madalińskiego, doprowadzono do restauracji nagrobku płk Ksawerego Franciszka Kochanowskiego, a także zainicjowano obchody 600 rocznicy budowy kościoła farnego w Ostrołęce. Dzięki TPO powstała izba pamięci poświęcona Czesławie Konopkównie w Kadzidle, upamiętniono również 50-rocznicę śmierci ostrołęckiego działacza narodowego i starosty Józefa Psarskiego. 
TPO prowadzi działalność wydawniczą, wydało m.in. książki 600 lat parafii w Ostrołęce Czesława Parzycha, Pocztówki z Ostrołęki Adama Wołosza, Kapliczki kurpiowskie w twórczości Teresy Piórkowskiej-Ciepierskiej, Doktor Józef Psarski (1868–1953), Dzieje Ostrołęki 1944-2000 Jerzego Kijowskiego i Ostrołęka – dzieje miasta Zofii Niedziałkowskiej. TPO przyznaje nagrody dla twórców zasłużonych na rzecz miasta i regionu. Jest również współwydawcą Ostrołęckiego Rocznika Literackiego Przydroża. 

## Władze
Prezesem honorowym TPO jest Zdzisław Załuska, a funkcję urzędującego prezesa pełni od 1986 Jadwiga Nowicka. Jej zastępcy to Wiesław Szczubełek - od 2009 roku i Maria Rochowicz - od 2011 roku; wcześniej byli nimi Jerzy Kijowski (1986-2011) i Zdzisław Załuska (1986-2008). We władzach Towarzystwa znajdował się również m.in. poeta i były radny miejski Alfred Sierzputowski.  

## Działalność polityczna
TPO brało udział we wszystkich wyborach samorządowych po 1990, uzyskując mandaty w Radzie Miejskiej (w 1990 – 5, w 1998 – 6, w 2002 – 2, w 2006 – 3 oraz wchodząc w skład koalicji rządzących miastem. W latach 1994–1998 funkcję prezydenta sprawował działacz TPO Jędrzej Nowak, a wiceprezydentami byli Wiesław Tyszka i Maria Sulbińska (oboje z TPO).